# Gottebord

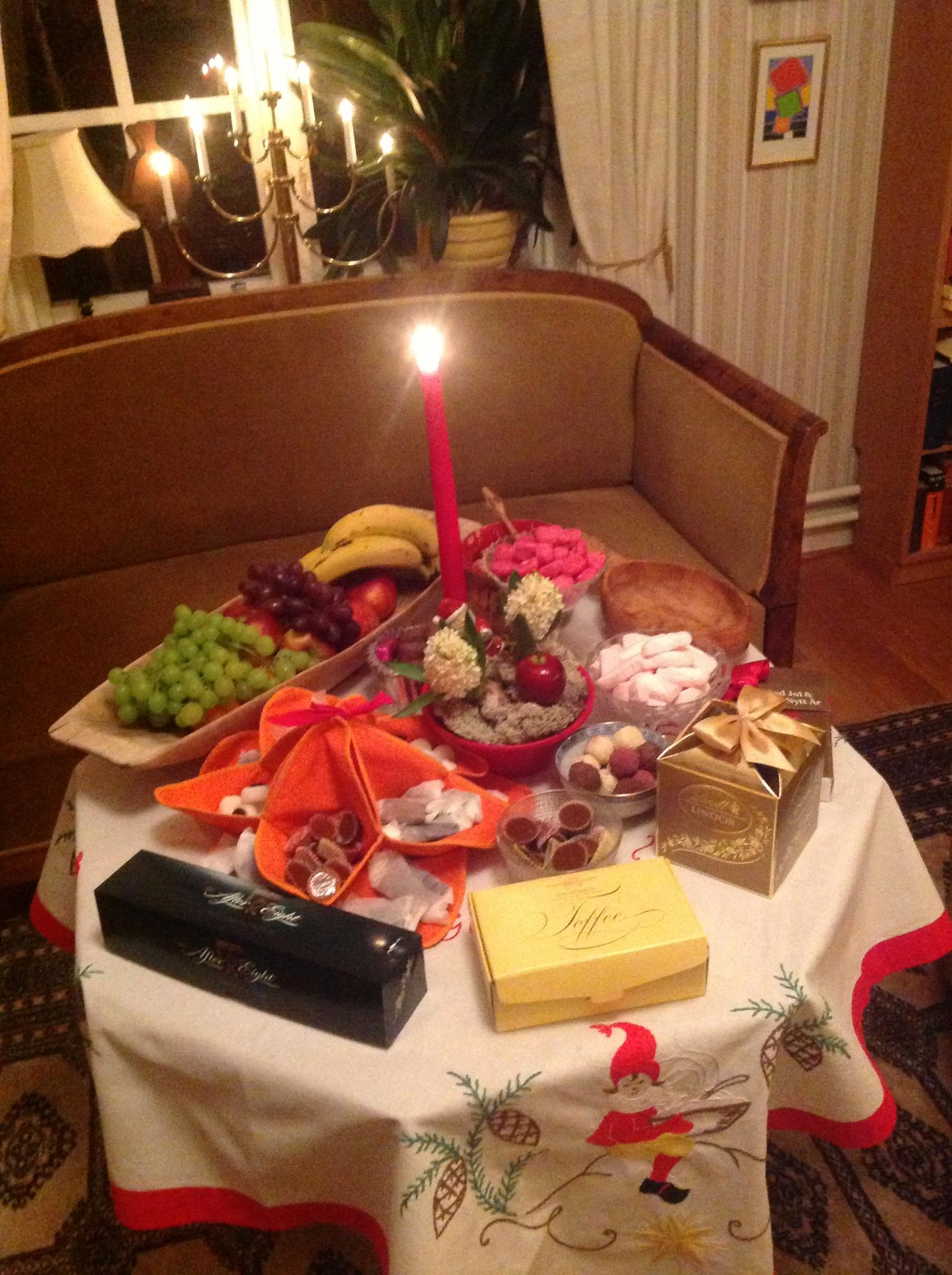
Ett gottebord med traditionella julgodsaker.

Gottebord är traditionellt ett julbord med diverse sötsaker. Uttrycket används huvudsakligen i södra Sverige.
Gottebordet kan pyntas med en julduk och andra julprydnader. Vanligt förekommande tilltugg på ett gottebord är julgodis som knäck, karameller och marsipan, bakverk som lussekatter och pepparkakor, färsk frukt, torkad frukt som dadlar och fikon samt nötter. Ibland kan det även innehålla chokladaskar och efterrätter som ris à la Malta.
Gottebord används även i vidare mening för att beskriva ett rikt utbud av något.